# Sébastien de Halleux
Pour les articles homonymes, voir Halleux.
Sébastien Philippe Joy de Halleux est un entrepreneur belge, né le 6 novembre 1977 à Mbabane.
Il est notamment cofondateur des entreprises de création de jeux électroniques Playfish et Macrospace.

## Biographie
Il part à 16 ans étudier au United World College aux États-Unis. Revenu en Belgique, il entame des études d'ingénieur civil à l'Université catholique de Louvain, qu'il termine à l'Imperial College à Londres. C'est à cette époque, en 2003, qu'il fonde avec 3 amis l'entreprise Macrospace, une start-up au projet visionnaire : créer des jeux électroniques pour téléphones portables. L'entreprise fusionne en 2005 avec l'entreprise Sorrent, active aux États-Unis sur un marché équivalent, pour former Glu Mobile, qui sera introduite en bourse pour un montant de 337 millions USD.
En 2007, les 4 amis créent Playfish, désormais dévolu aux réseaux sociaux sur Internet avec 3 millions USD. L'entreprise sera revendue en novembre 2009 pour 400 millions USD à Electronic Arts. Sébastien de Halleux est ensuite vice-président du Business development et des partenariats stratégiques au sein d'Electronic Arts.

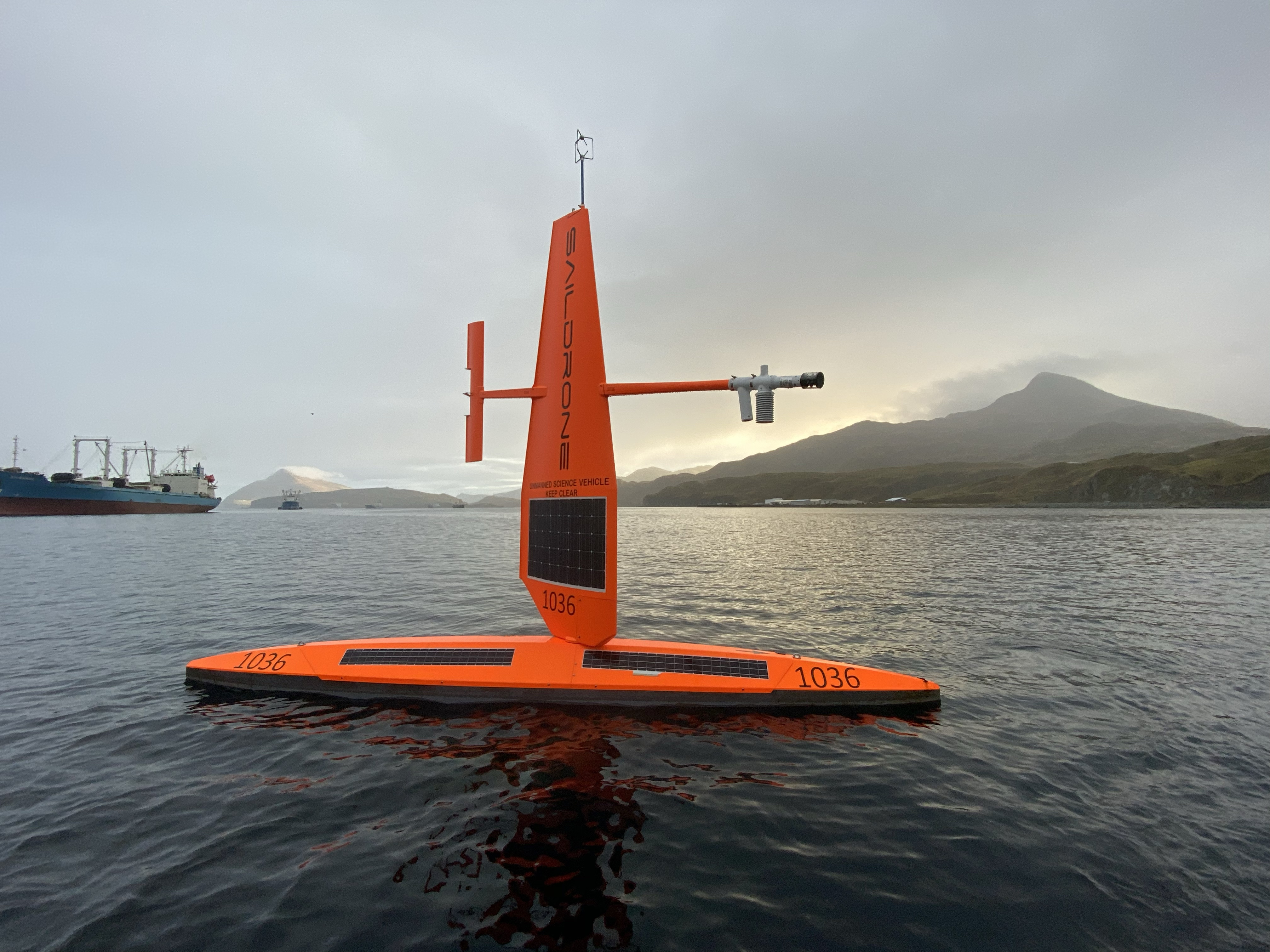
Un véhicule de surface sans pilote de la société Saildrone est récupéré à Dutch Harbor, en Alaska, en 2019.

Il est actuellement actif au sein de Saildrone, une entreprise basée en Californie qui fabrique et exploite une flotte de véhicules de surface sans pilote conçue pour collecter des données pour la pêche, le suivi des animaux, la bathymétrie, la surveillance du carbone et la sensibilisation au domaine maritime.